# ستيفن كوبينغير
ستيفن كوبينغير (بالإنجليزية: Stephen Coppinger)‏ هو لاعب إسكواش جنوب أفريقي، ولد في 24 سبتمبر 1984 في دبلن في جمهورية أيرلندا.

## وصلات خارجية
- ستيفن كوبينغير على موقع الاتحاد الدولي لمحترفي الاسكواش (مؤرشف) (الإنجليزية)
- ستيفن كوبينغير على موقع SquashInfo.com (الإنجليزية)